# Ярри (карьер)
Ярри (англ. Yarrie mine) — железнорудный карьер, принадлежащий компании BHP Billiton и расположенный в регионе Пилбара Западной Австралии в 90 км от Марбл-Бара.
BHP Billiton владеет еще семью карьерами в Пилбаре и терминалами в порте Порт-Хедленде: Мыс Нельсон, остров Финукейн, который соединён железной дорогой с рудником Ярри. Шахта Ярри является частью совместного предприятия Mount Goldsworthy вместе с Карьером Area C и шахтой Nimingarra, которая находится на попечении и обслуживании компании с 2007 года.
BHP Billiton является второй по величине компанией по добыче железной руды в Пилбаре, уступая Rio Tinto и опережая Fortescue Metals Group. По состоянию на 2010 год в компании BHP работают 8000 человек.
25 февраля 2014 года BHP Billiton объявила, что приостанавливает добычу железной руды в Ярри на неопределенный срок, чтобы сократить расходы.

## Обзор карьера

Местонахождение Карьера Ярри — на коричневой ветке

Первым железорудным рудником в Пилбаре, который был разработан, стал рудник Голдсворти. В 1965 году были построены железнодорожная линия, железная дорога Голдсворти, а также портовые сооружения на острове Финукейн. 1 июня 1966 года первая партия железной руды из Пилбары осталась на борту «Харви С. Мадд».
Рудник Ярри был открыт в декабре 1993 года. В этом районе, вдоль железной дороги Голдсворти, работал ряд железорудных рудников, в том числе шахты Голдсворти, Нимингарра и Шей Гэп, но из них только Ярри остается активным. Стационарный завод в Ярри, способный производить 8 млн тонн руды в год, также был помещен в систему обслуживания и технического обслуживания, и на руднике сейчас работает только небольшая мобильная установка.

## Контракт с коренными австралийцами
В 2007 году BHP Billiton заключила контракт на 300 миллионов австралийских долларов с компанией Ngarda Civil and Mining, принадлежащей коренным австралийцам на управление добычей полезных ископаемых в карьере. Это был самый крупный контракт на добычу полезных ископаемых, заключенный с компанией, принадлежащей австралийским аборигенам. В рамках пятилетнего контракта BHP Billiton планировала увеличить число рабочих на шахте, принадлежащих к аборигенной культуре, до 70 из общего числа 90 сотрудников. Управляющий директор Ngarda, Брайан Тейлор, расценил этот контракт как позитивный шаг, направленный на то, чтобы аборигены региона получили возможность получать стабильный доход и уйти от зависимости от государственного социального обеспечения. Уровень безработицы среди аборигенов Западной Австралии в 2007 году в штате составлял 14 процентов.